# Annéot
Annéot är en kommun i departementet Yonne i regionen Bourgogne-Franche-Comté i norra Frankrike. Kommunen ligger i kantonen Avallon som tillhör arrondissementet Avallon. År 2022 hade Annéot 115 invånare.

## Befolkningsutveckling
Antalet invånare i kommunen Annéot
| Referens: INSEE |